# 반송파 감지 다중 접속
반송파 감지 다중 접속(Carrier-sense multiple access, CSMA)은 전기적 버스나 전자기 스펙트럼의 대역과 같이 공유된 전송 매체에서 전송하기 전에 다른 네트워크 트래픽이 없는지 확인하는 매체 접근 제어(MAC) 프로토콜이다.
CSMA에서 송신기는 전송을 시작하기 전에 다른 전송이 진행 중인지 확인하기 위해 반송파 감지 메커니즘을 사용한다. 즉, 전송을 시도하기 전에 다른 노드에서 반송파 신호가 있는지 감지하려고 한다. 반송파가 감지되면 노드는 전송을 시작하기 전에 진행 중인 전송이 끝날 때까지 기다린다. CSMA를 사용하면 여러 노드가 동일한 매체에서 차례로 송수신할 수 있다. 한 노드에 의한 전송은 일반적으로 매체에 연결된 다른 모든 노드에 의해 수신된다.
기본 CSMA의 변형에는 충돌 회피(CSMA/CA), 충돌 감지(CSMA/CD) 및 충돌 해결 기술의 추가가 포함된다.

## 접근 모드
CSMA의 변형은 공유 매체로의 전송을 시작할 시기를 결정하기 위해 다른 알고리즘을 사용한다. 이러한 알고리즘의 주요 특징은 전송을 시작하는 데 얼마나 적극적이거나 지속적인지이다. 더 적극적인 알고리즘은 더 빨리 전송을 시작하고 매체의 가용 대역폭 중 더 많은 비율을 활용할 수 있다. 이는 일반적으로 다른 송신자와의 충돌 가능성이 증가하는 대가를 치르게 된다.

### 1-지속형(1-persistent)
1-지속형 CSMA는 적극적인 전송 알고리즘이다. 전송 노드가 전송 준비가 되면 전송 매체가 유휴 상태인지 또는 사용 중인지 감지한다. 유휴 상태이면 즉시 전송한다. 사용 중이면 유휴 상태가 될 때까지 전송 매체를 계속 감지한 다음 메시지(프레임)를 무조건(즉, 확률=1로) 전송한다. 충돌이 발생하면 발신자는 무작위 시간 동안 기다린 후 동일한 절차를 다시 시도한다. 1-지속형 CSMA는 이더넷을 포함한 CSMA/CD 시스템에서 사용된다.

### 비지속형(Non-persistent)
비지속형 CSMA는 비적극적인 전송 알고리즘이다. 전송 노드가 데이터 전송 준비가 되면 전송 매체가 유휴 상태인지 또는 사용 중인지 감지한다. 유휴 상태이면 즉시 전송한다. 사용 중이면 1-지속형 CSMA의 최종 무작위 대기 단계로 직접 이동한 후 전체 논리 주기를 다시 반복한다. 즉, 전송을 통과시키기 위해 사용 중인 채널을 계속 확인하지 않는다. 이 접근 방식은 충돌 가능성을 줄이고 전체적으로 더 높은 매체 처리량을 제공하지만 1-지속형에 비해 초기 지연 시간이 길다는 단점이 있다.

### P-지속형(P-persistent)
이 접근 방식은 1-지속형과 비지속형 CSMA 접근 모드 사이에 있다. 전송 노드가 데이터 전송 준비가 되면 전송 매체가 유휴 상태인지 또는 사용 중인지 감지한다. 유휴 상태이면 즉시 전송한다. 사용 중이면 유휴 상태가 될 때까지 전송 매체를 계속 감지한 다음 확률 p로 전송한다. 노드가 전송하지 않으면(이 이벤트의 확률은 1-p) 무작위 시간 동안 기다린 후 동일한 확률 p를 사용하여 동일한 절차를 다시 시도한다. 전송 매체가 사용 중이 아니면 동일한 확률 p로 다시 전송한다. 이 확률적 유보(hold-off)는 프레임이 최종적으로 전송되거나 매체가 다시 사용 중인 것으로 확인될 때까지(즉, 다른 노드가 이미 전송을 시작했을 때) 반복된다. 후자의 경우 노드는 전체 논리 주기(유휴 상태 또는 사용 중인 전송 매체를 감지하는 것으로 시작)를 다시 반복한다. p-지속형 CSMA는 와이파이 및 기타 패킷 라디오 시스템을 포함한 CSMA/CA 시스템에서 사용된다. p = 0-지속형 CSMA는 비지속형 CSMA와 다르다. 둘 다 절차 시작 시에만 전송할 수 있지만(채널이 유휴 상태인 경우), 사용 중인 채널에서의 동작은 다르다. 비지속형 CSMA는 채널을 감지하려고 시도하지 않고 논리 주기를 다시 시작하는 반면, p = 0은 무한 대기 루프에 갇히게 된다(채널이 다시 유휴 상태가 되어도 전송 확률이 0이므로).

### O-지속형(O-persistent)
각 노드에는 감독 노드에 의해 전송 순서가 할당된다. 전송 매체가 유휴 상태가 되면 노드는 할당된 전송 순서에 따라 자신의 시간 슬롯을 기다린다. 첫 번째로 전송하도록 할당된 노드는 즉시 전송한다. 두 번째로 전송하도록 할당된 노드는 한 시간 슬롯을 기다린다(하지만 그 시점에는 첫 번째 노드가 이미 전송을 시작했다). 노드는 다른 노드로부터의 전송을 모니터링하고 감지된 각 전송으로 할당된 순서를 업데이트한다(즉, 대기열의 맨 앞으로 한 위치 더 가까워진다). O-지속형 CSMA는 CobraNet, 론웍스 및 CAN에서 사용된다.

## 프로토콜 수정
차량 애드혹 네트워크를 통해 브로드캐스팅할 때, 원래의 1-지속형 및 p-지속형 전략은 종종 브로드캐스트 스톰 문제를 야기한다. 성능을 향상시키기 위해 엔지니어들은 가중 p-지속형, 슬롯형 1-지속형, 슬롯형 p-지속형이라는 세 가지 수정된 기술을 개발했다.

### 반송파 감지 다중 접속 및 충돌 탐지
CSMA/CD는 충돌이 감지되는 즉시 전송을 종료하여 CSMA 성능을 향상시키며, 재시도까지 필요한 시간을 단축한다. CSMA/CD는 이더넷에서 사용된다.

### 반송파 감지 다중 접속 및 충돌 회피
CSMA/CA에서 충돌 회피는 CSMA의 성능을 향상시키기 위해 사용된다. 전송 전에 전송 매체가 사용 중인 것으로 감지되면, 전송은 무작위 간격 동안 지연된다. 이 무작위 간격은 전송을 기다리는 두 개 이상의 노드가 감지된 전송 종료 시 동시에 전송을 시작할 가능성을 줄여 충돌 발생을 감소시킨다. CSMA/CA는 와이파이에서 사용된다.

### 충돌 해결 기능이 있는 CSMA
CSMA/CR은 프레임 헤더의 우선 순위를 사용하여 충돌을 방지한다. CAN에서 사용된다.

### 가상 시간 CSMA
VTCSMA는 주로 하드 실시간 시스템에서 사용되며, 노드가 동시에 신호를 전송하여 발생하는 충돌을 피하기 위해 설계되었다. 메시지의 마감 기한에 따라 우선 순위를 정하기 위해 두 개의 클록을 사용한다.